# Słup Stobiego

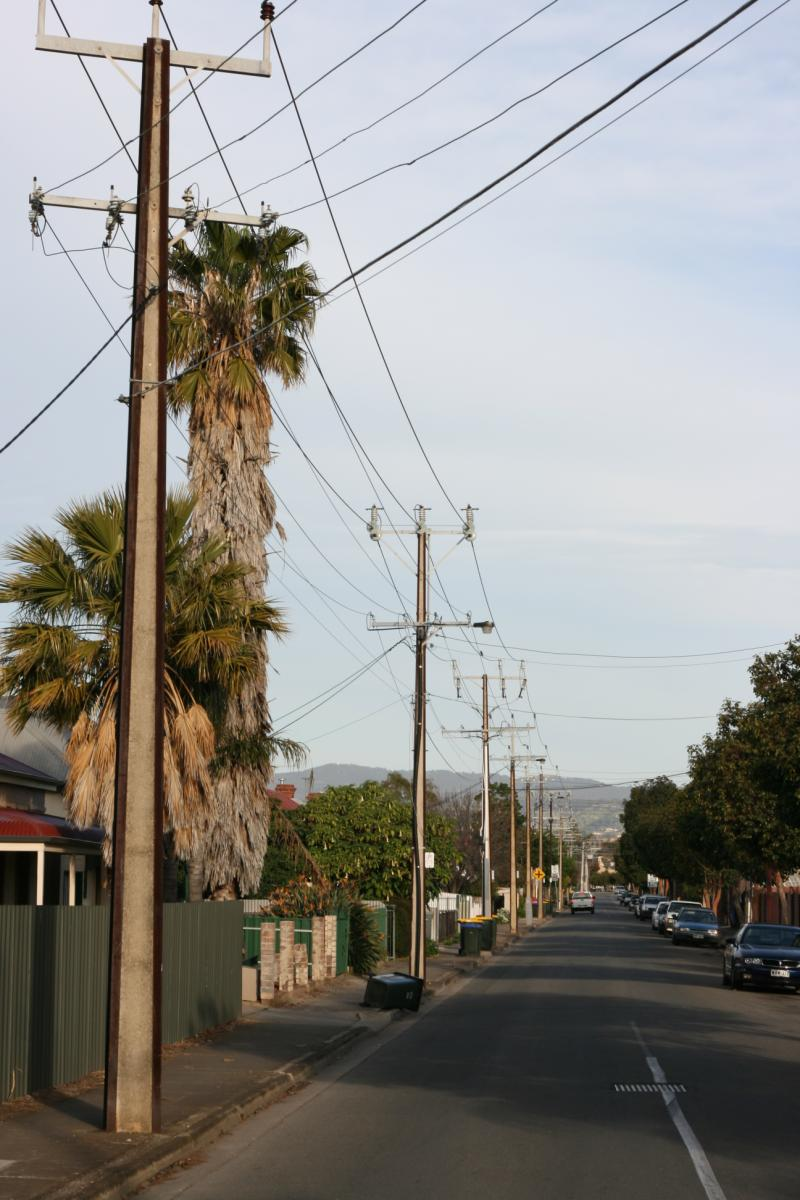
Typowa ulica ze Stobie poles, dzielnica Ridleyton w Adelajdzie

Słup Stobiego (ang. Stobie pole) – unikatowy, specyficzny dla Australii Południowej typ słupa elektrycznego, opracowany i opatentowany przez Jamesa Cyrila Stobiego w 1924. Składa się z dwóch stalowych belek przykręconych do betonowego słupa. Pierwszy słup tego typu został zrobiony przez Stobiego z dwóch szyn. Powstał głównie z powodu niskiej dostępności drewna odpowiedniego do wyrobu słupów elektrycznych oraz powszechnej plagi termitów, które szybko uszkadzały tradycyjne, drewniane słupy. Zalety tego słupa to także odporność na ogień, w pewnym stopniu na korozję, a także solidna konstrukcja.
Pierwsze słupy Stobiego zostały wzniesione w Adelaide w 1924. Obecnie produkowane są w zakładach produkcyjnych południowoaustralijskiego operatora ETSA Utilities, znajdujących się w dzielnicy Angle Park. W zależności od przeznaczenia są produkowane o wysokościach od 9 do 35 m. Montowane na nich przewody elektryczne przewodzą prąd o napięciu od 415 V do 275 kV.
Współcześnie produkowane słupy Stobiego składają się z dwóch stalowych ceowników, połączonych śrubami zapobiegającymi wyboczeniu się słupa, przestrzeń pomiędzy ceownikami jest zaś wypełniona betonem. Słupy zwężają są ku górze. Okres eksploatacji Stobie poles wynosi ok. 80 lat.
Tego typu słupy używane są praktycznie tylko na terenie Australii Południowej, gdzie wzniesiono ich ponad 700 000. Uważane są za jedną z najbardziej znanych ikon Australii Południowej. Są brzydką, ale praktyczną i wszechobecną częścią krajobrazu.
W celu upiększenia Stobie poles w niektórych dzielnicach Adelajdy prowadzone są akcje sadzenia wokół nich kwiatów i roślin ozdobnych – tzw. Stobie pole gardens lub ich malowania. W 1984 r. australijski artysta Clifton Pugh namalował nagie postacie Adama i Ewy na jednym ze słupów, po protestach części mieszkańców Adelajdy artysta został zmuszony domalować postaciom ubrania.
W 2002 słupy Stobiego zostały wpisane na "Listę Ikon Australii Południowej" (Heritage Icons List).

## Galeria

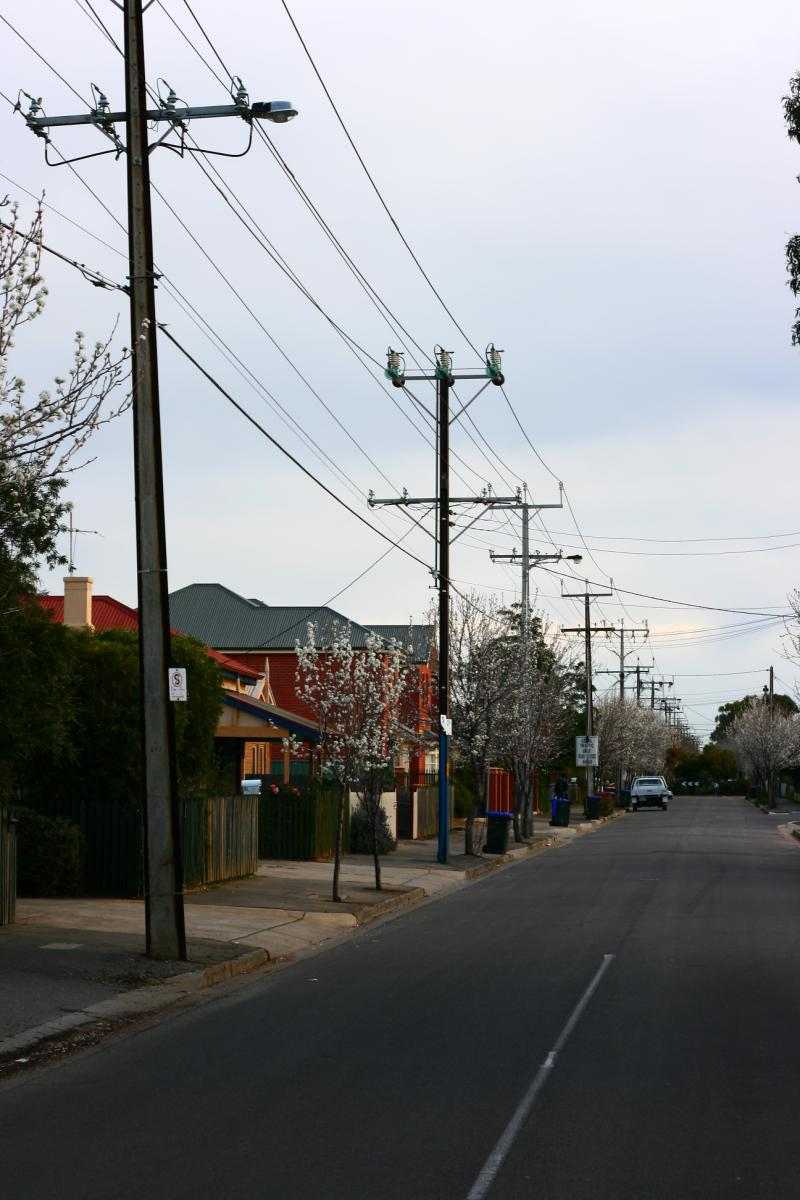
Typowa ulica ze Stobie poles, dzielnica Brompton
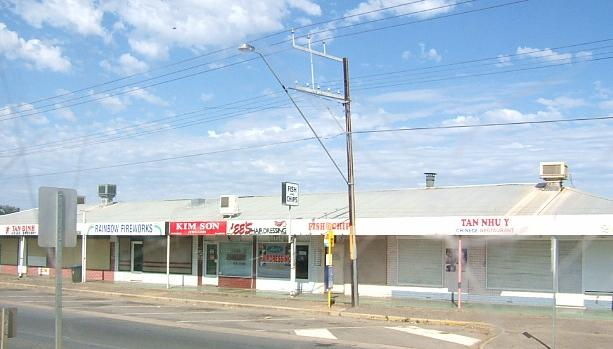
Typowa ulica ze Stobie poles, dzielnica Athol Park
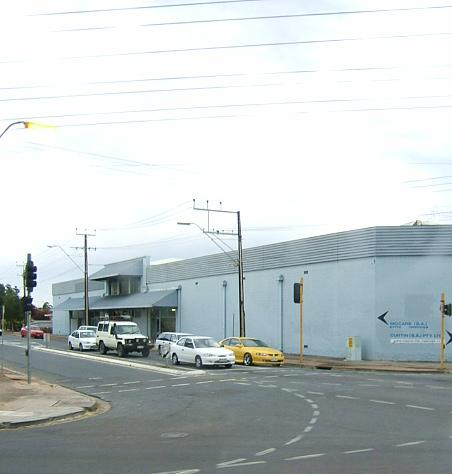
Typowa ulica ze Stobie poles, dzielnica Croydon Park
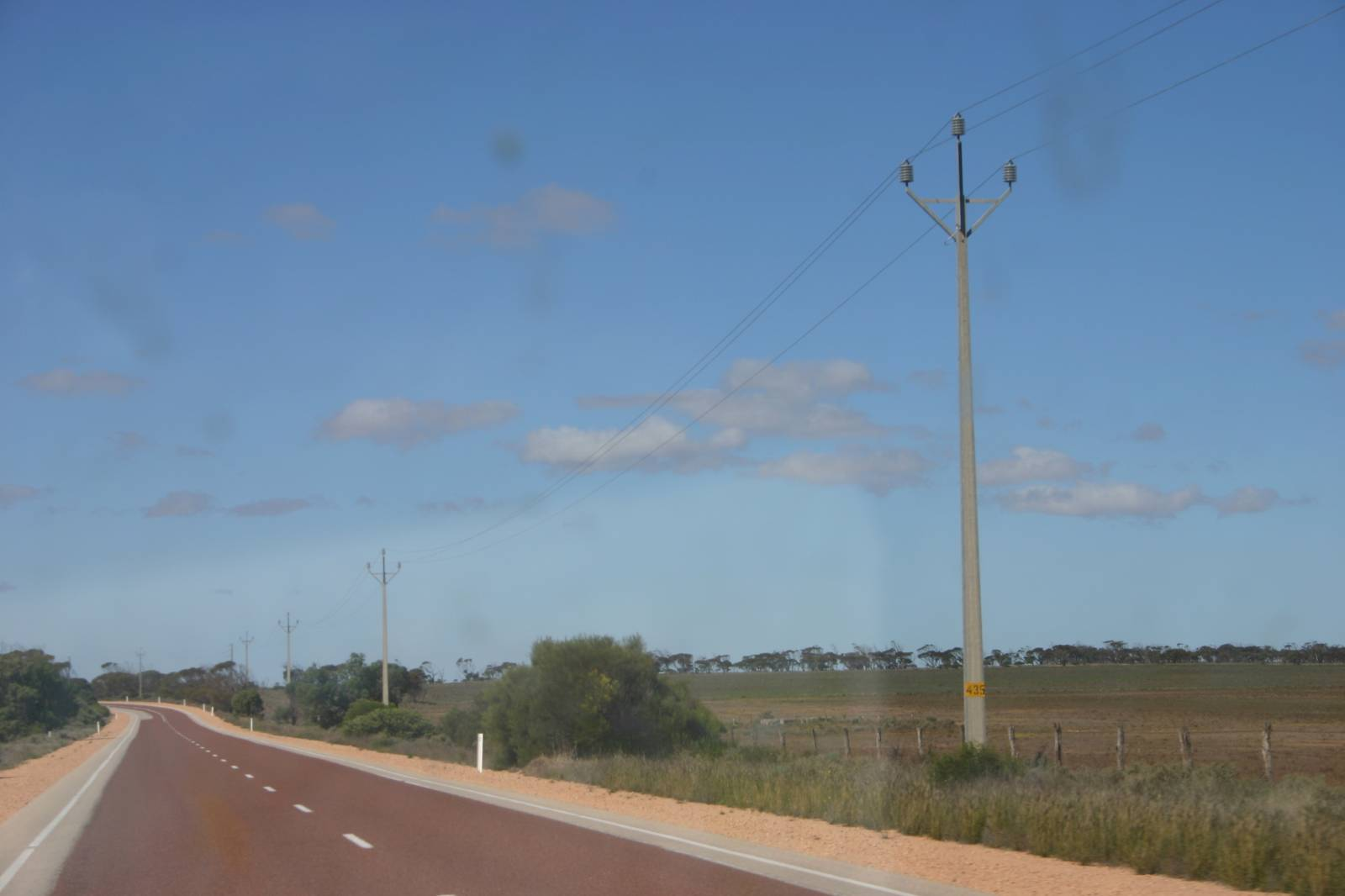
Słupy Stobiego przy drodze stanowej Flinders Highway
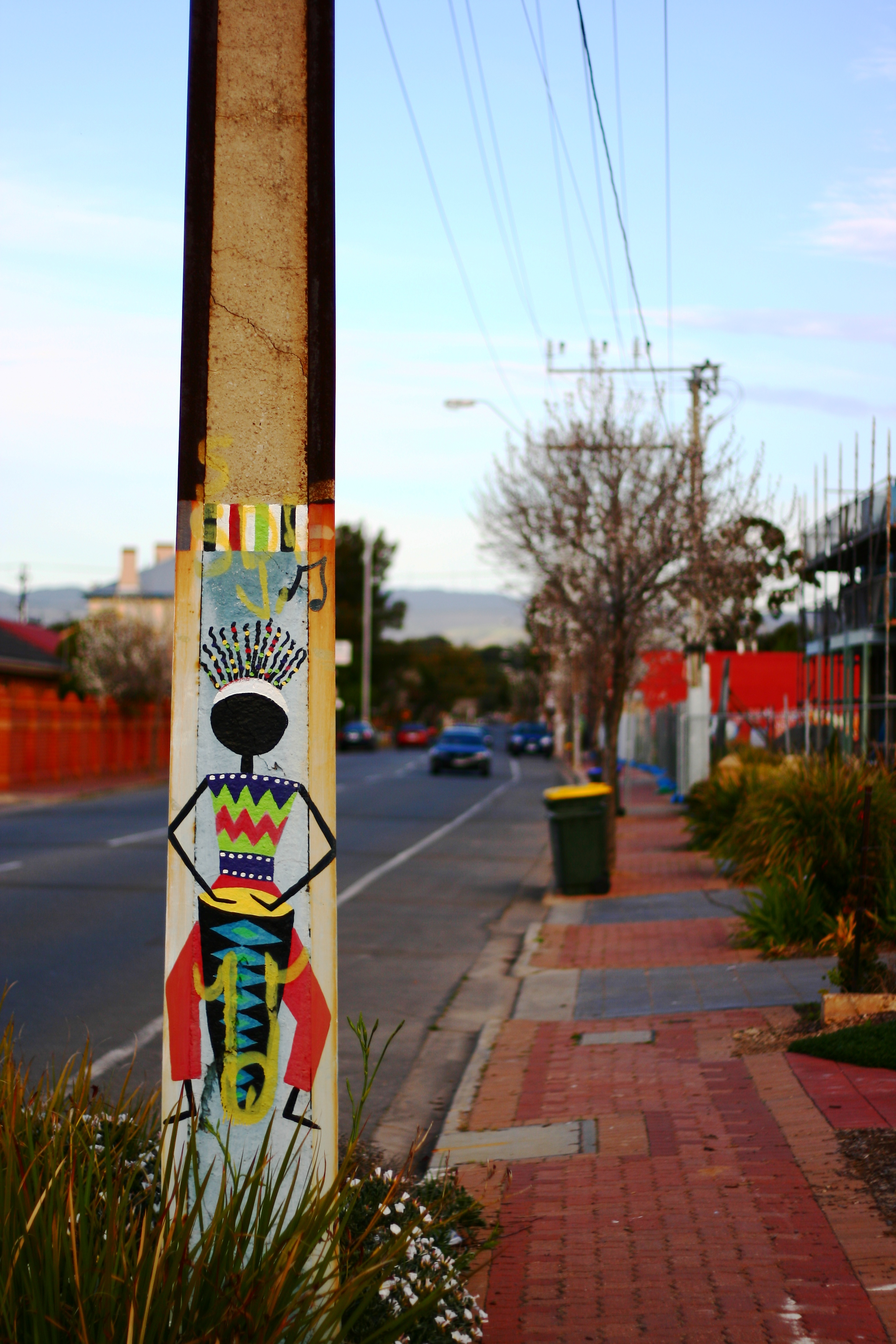
Nietypowy, pomalowany słup, dzielnica Bowden
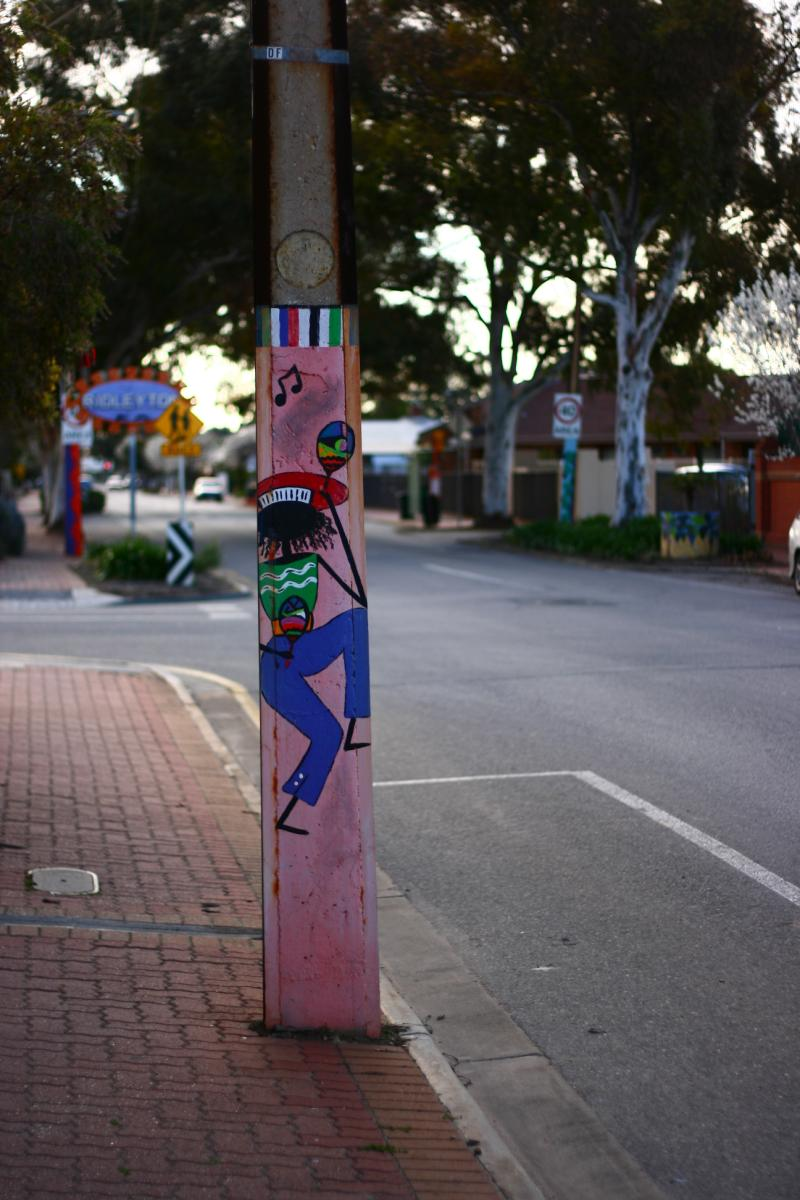
Nietypowy, pomalowany słup, dzielnica Brompton
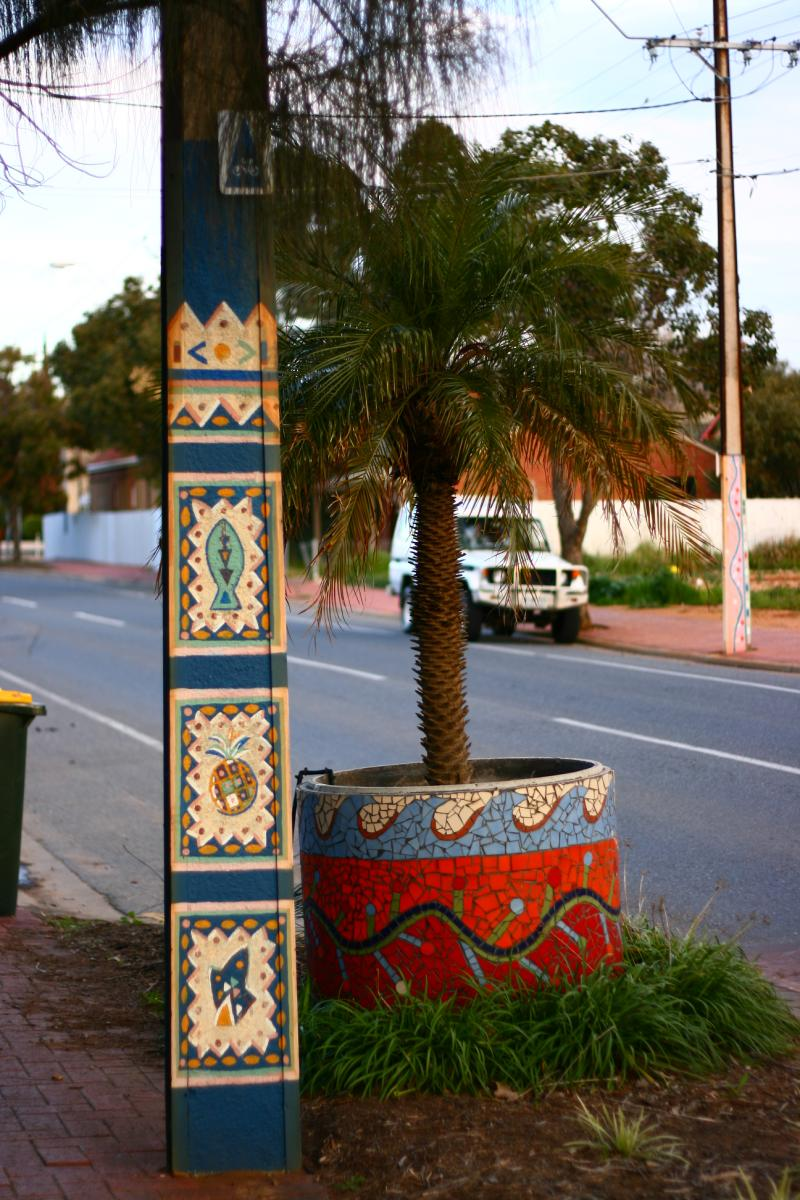
Nietypowy, pomalowany słup, dzielnica Brompton
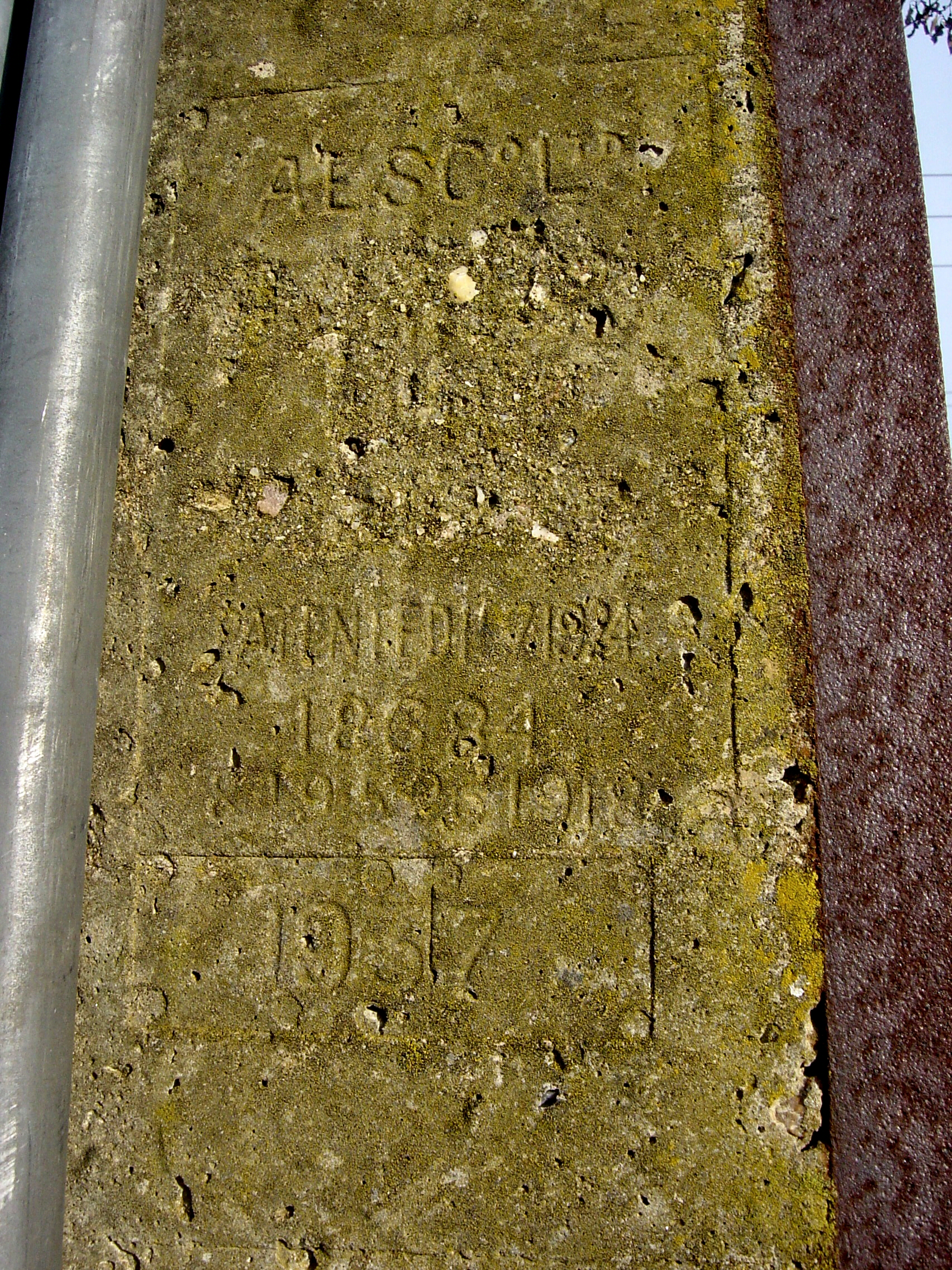
Stubie pole z 1937
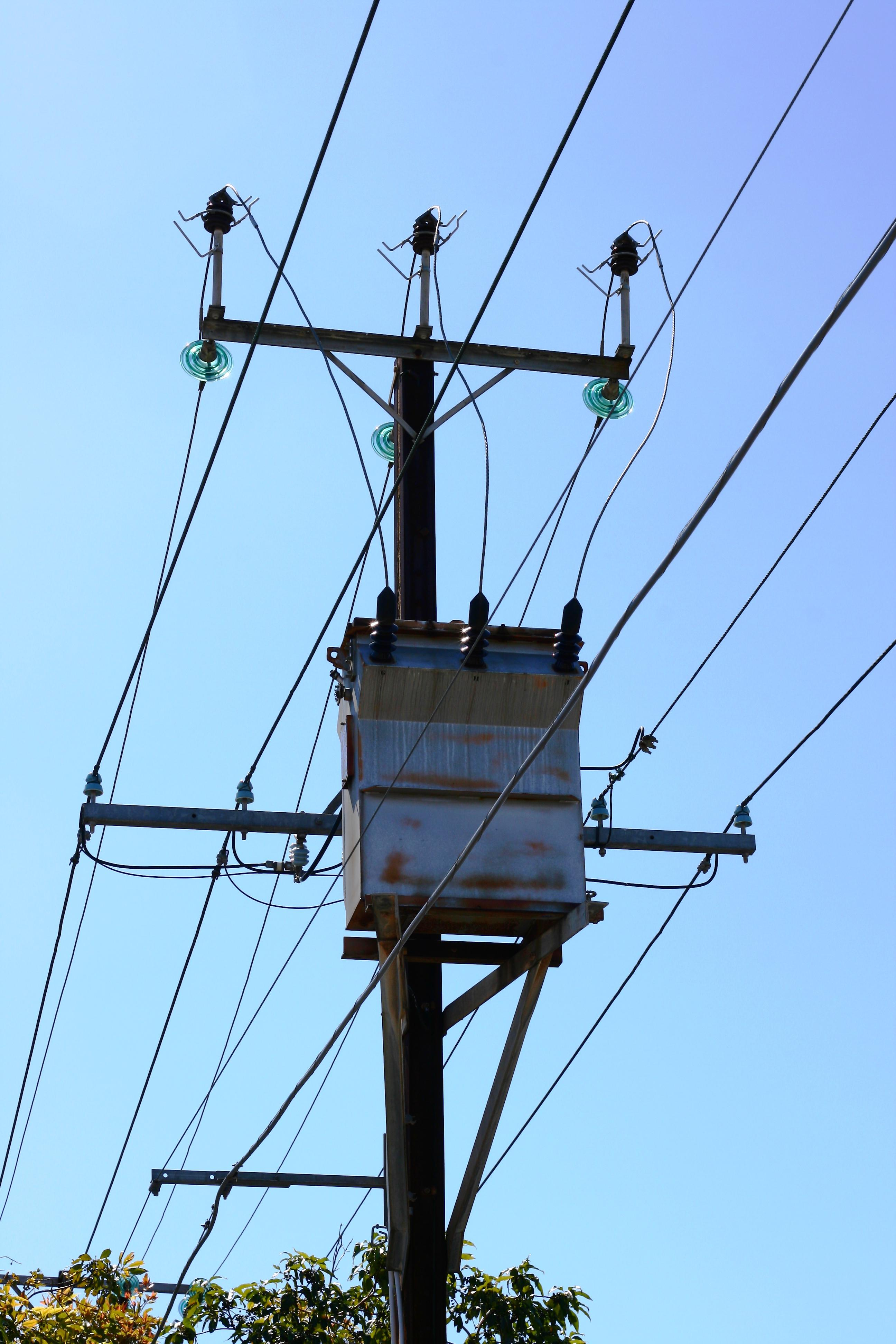
Słup Stobiego z transformatorem
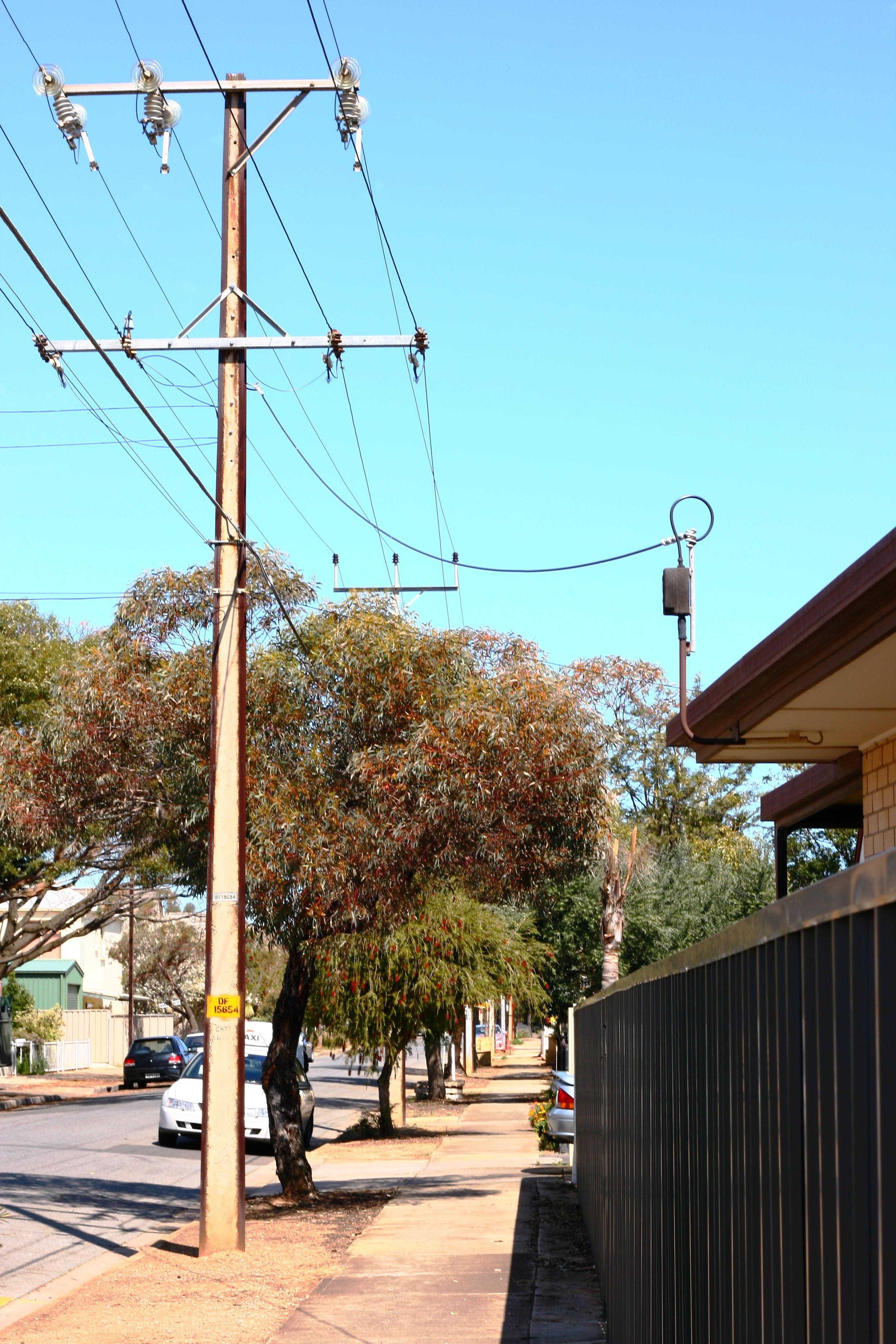
Słup Stobiego podlączony do domu
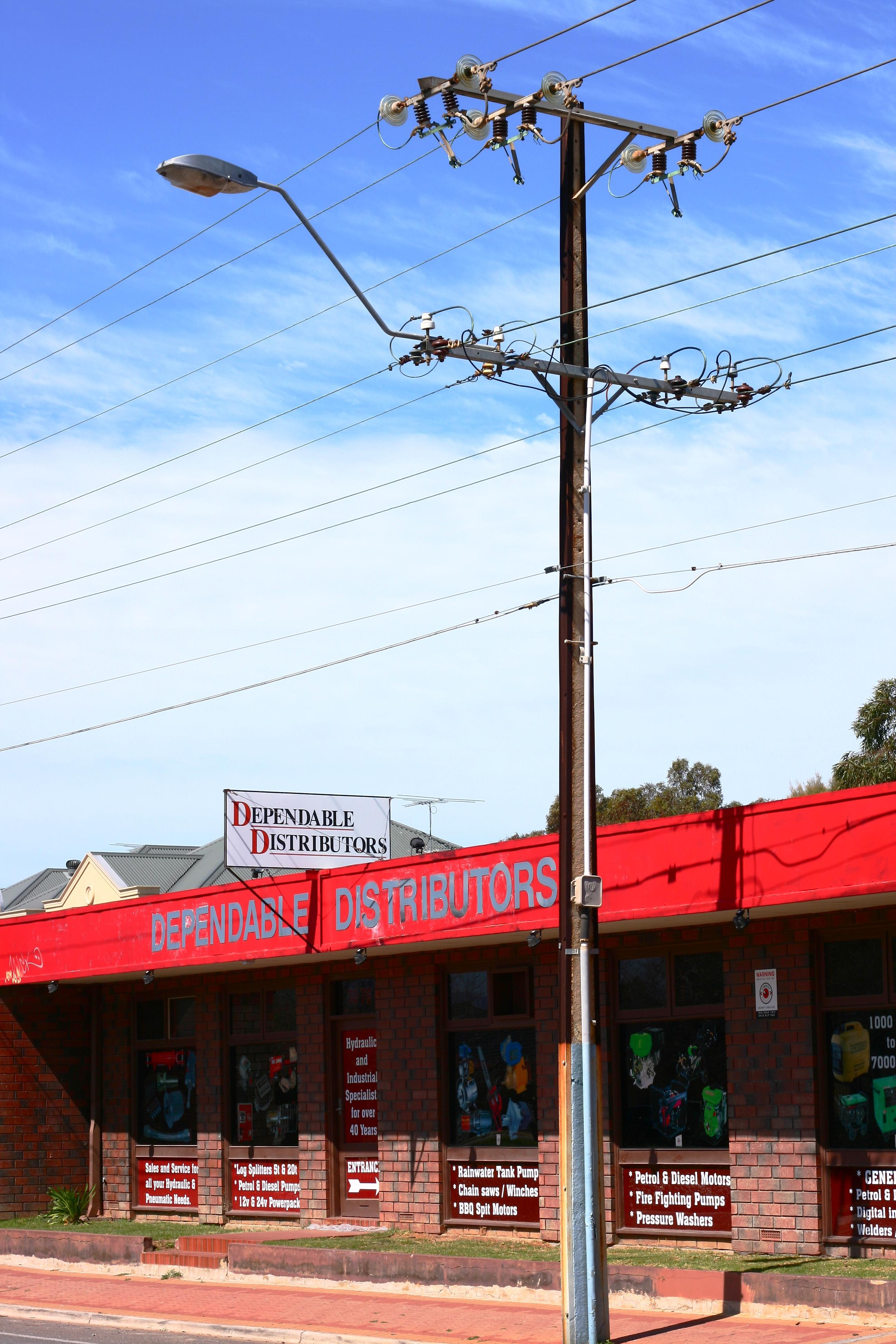
Słup Stobiego z lampą uliczną
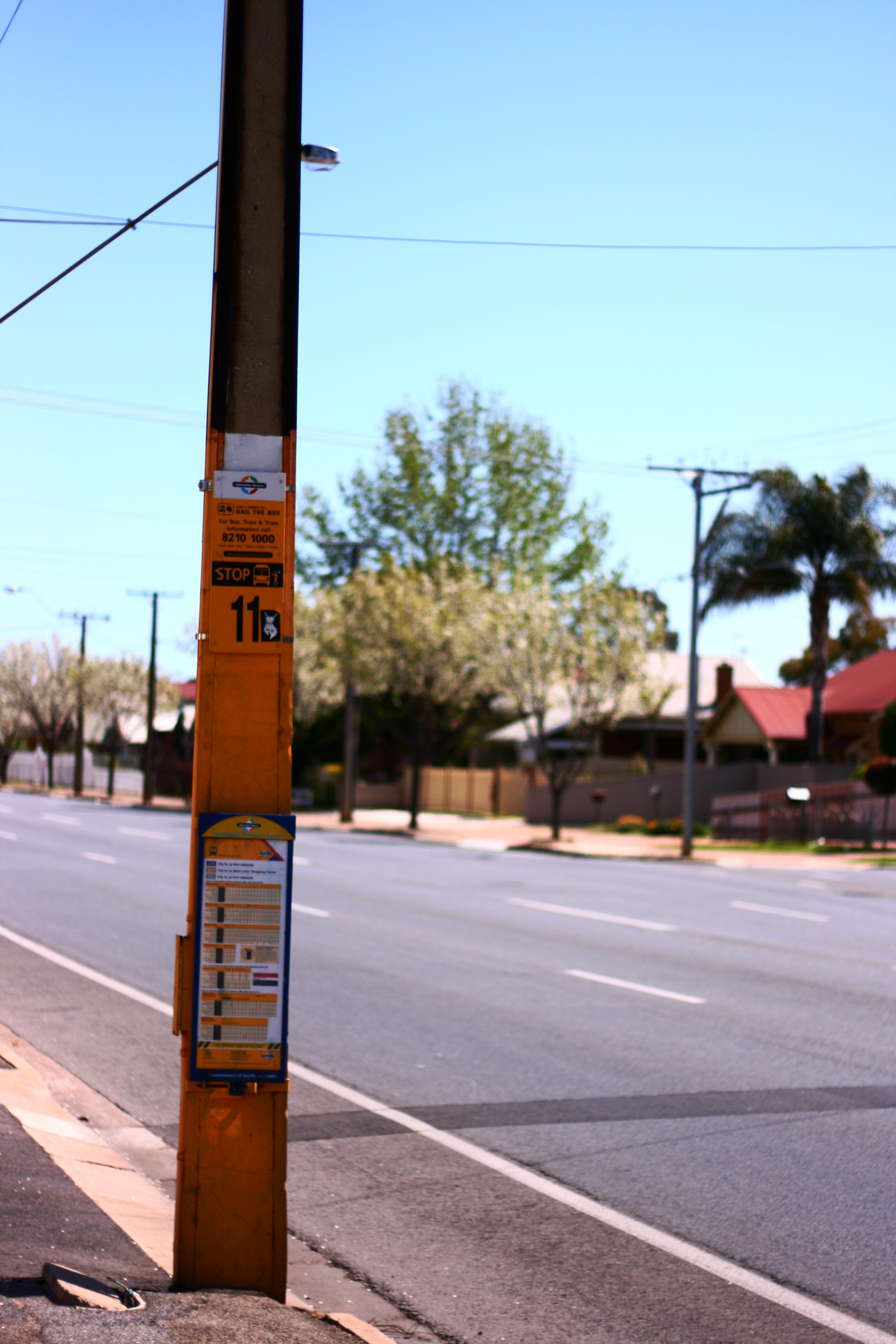
Słup stobiego z dodatkową funkcją przystanku autobusowego